# Thomas Charvériat
Thomas Charvériat, né le 7 mars 1974 à Paris, est un artiste, directeur de galerie et directeur artistique français.

## Biographie

### Parcours
Thomas Charvériat a suivi dans un premier temps l'enseignement de l'École d'arts visuels de New York (SVA), et reçu son Bachelor of Fine Arts en photographie en 1998. Thomas a ensuite intégré l'université Columbia et s'est vu remettre son Master of Fine Arts en sculpture en 2000. Il a notamment suivi les cours de Jon Kessler et de Ronald Jones à l'université Columbia.
Son parcours l'a ensuite conduit à Barcelone afin d'obtenir son master en art numérique avec honneurs à l'Institut de l'audiovisuel de l'université Pompeu Fabra. Thomas Charvériat vit et travaille à Shanghai depuis 2005.

### Carrière en tant qu'artiste
En tant qu'artiste, le travail de Thomas Charvériat est réputé pour son utilisation des LED, de la vidéo, des modules GSM et SMS, des capteurs de lumière ainsi que du son et de l'humour afin de réaliser une œuvre interactive. La récupération d'objets quotidiens occupe une place prédominante dans son travail. Un article sur Eurasia One stipule que son « style et son savoir sont combinés dans le but de créer une expérience visuelle, ludique, joueuse, kinesthésique et auditive ». Thomas a notamment exposé à Paris, Rome, New York et Shanghai.

#### Travaux
The Return Policy Project, réalisé durant la période d'étude à l'université Columbia en 2000, peut se définir comme une exploration d'un an dans la dépendance du consommateur envers l'électronique. Le titre provient d'une méthode consistant à réutiliser, réintégrer dans la circulation des produits électroniques usagés. L'idée consistait à s'introduire dans la vie d'une personne en détournant les objets essentiels à son existence. Ce projet a notamment été inspiré par la Barbie Liberation Organization, un collectif artistique donc le but était de subtiliser les poupées Barbie pour en altérer le fonctionnement, puis de les remettre en vente dans les grandes surfaces afin de jouer avec la relation consommateur-producteur,.

### Carrière en tant que directeur de galerie
Charvériat est le fondateur de Liu Dao, un collectif international d'artistes incluant artistes et ingénieurs dont la collaboration est dédiée au développement d'une plateforme technologique pour le futur de la communauté artistique.
Le but de ce collectif est de promouvoir l'usage de la technologie et de l'interactivité entre l'œuvre et le spectateur. Charvériat est le directeur de island6 Arts Center située à Shanghai et de Montcada5 à Barcelone, deux galeries à but non lucratif destinées à promouvoir de jeunes artistes émergents. Depuis 2004, ces organisations ont soutenu plus de 250 artistes ainsi qu'aidé à la création et la réalisation de plus de 1400 projets à travers un laboratoire de création artistique ainsi qu'un programme résidentiel intensif.

## Principales expositions (en tant qu'artiste)
| Année | Titre                                                              | Lieu                                     | Pays                            |
| ----- | ------------------------------------------------------------------ | ---------------------------------------- | ------------------------------- |
| 2010  | "Libido, Mortido"                                                  | island6 Arts Center                      | Shanghai, Chine                 |
| 2010  | "Fakirs"                                                           | island6 Arts Center                      | Shanghai, Chine                 |
| 2009  | "Placebo"                                                          | island6 Arts Center                      | Shanghai, Chine                 |
| 2009  | "30 Degrees"                                                       | island6 Arts Center and Studio Rouge     | Shanghai, Chine                 |
| 2009  | "Synesthesia"                                                      | island6 Arts Center                      | Shanghai, Chine                 |
| 2009  | "Individual: New Art from Beyond Beijing"                          | Red Gate Gallery                         | Pékin, Chine                    |
| 2009  | "LEDs animés"                                                      | Galerie Twenty-One                       | Paris, France                   |
| 2009  | "Art Paris" (foire artistique) représenté par la Galerie Loft      | Grand Palais                             | Paris, France                   |
| 2009  | "The Artist Died Yesterday"                                        | island6 Arts Center                      | Shanghai, Chine                 |
| 2008  | "Automata"                                                         | island6 Arts Center and ifa gallery      | Shanghai, Chine                 |
| 2008  | "Urban Lust"                                                       | island6 Arts Center and ifa gallery      | Shanghai, Chine                 |
| 2008  | "Quadrare il Cerchio"                                              | Allegra Ravizza Art Project              | Milan, Italie                   |
| 2008  | "Clouds of Crowds"                                                 | island6 Arts Center                      | Shanghai, Chine                 |
| 2008  | "Roma Contemporary Art" (foire artistique) représenté par Mana.art | Palazzo dei Congressi                    | Rome, Italie                    |
| 2008  | "PlugIT"                                                           | Blue Lotus Gallery                       | Fotan, Hong Kong                |
| 2008  | "Made in Shanghai"                                                 | island6 Arts Center                      | Shanghai, Chine                 |
| 2008  | "Made in China"                                                    | island6 Arts Center                      | Shanghai, Chine                 |
| 2008  | "Chinese Mingong, Thoughts on Contemporary China"                  | ifa gallery                              | Shanghai, Chine                 |
| 2007  | “Fernelmont Contemporary Art” (Festival)                           | Château de Fernelmont                    | Château de Fernelmont, Belgique |
| 2007  | "Eurasia One"                                                      | island6 Arts Center                      | Shanghai, Chine                 |
| 2007  | "Nuit Blanche" (Première édition asiatique)                        | Shanghai Exhibition Center               | Shanghai, Chine                 |
| 2007  | “Remote/Control” organisé par Wenny Teo et Ella Liao               | Musée d'art contemporain                 | Shanghai, Chine                 |
| 2007  | "Bits, Bytes and Pixels"                                           | ifa gallery                              | Shanghai, Chine                 |
| 2006  | "Forward/Backward and Reloading"                                   | island6 Arts Center                      | Shanghai, Chine                 |
| 2006  | "Invisible Layers, Electric Cities”                                | island6 Arts Center                      | Shanghai, Chine                 |
| 2006  | "Transhallucinogenetic”                                            | Ciudadela de Pamplona, sala del Polvorín | Pampelune, Espagne              |
| 2005  | "Art Futura”                                                       | Mercat de les Flors                      | Barcelone, Espagne              |
| 2005  | "Real Time”                                                        | Ram Foundation                           | Rotterdam, Pays-Bas             |

## Principales expositions (en tant que directeur de galerie)
| Année | Titre                                         | Lieu                | Pays             |
| ----- | --------------------------------------------- | ------------------- | ---------------- |
| 2010  | "Libido, Mortido" coorganisé par Zane Mellupe | island6 Arts Center | Shanghai, Chine  |
| 2010  | "Fakirs" coorganisé par Zane Mellupe          | island6 Arts Center | Shanghai, Chine  |
| 2009  | "Placebo" coorganisé par Zane Mellupe         | island6 Arts Center | Shanghai, Chine  |
| 2009  | "Synesthesia"                                 | island6 Arts Center | Shanghai, Chine  |
| 2008  | "Clouds of Crowds"                            | island6 Arts Center | Shanghai, Chine  |
| 2008  | "PlugIT"                                      | Galerie Blue Lotus  | Fotan, Hong Kong |
| 2007  | "Bits, Bytes and Pixels"                      | ifa gallery         | Shanghai, Chine  |
| 2006  | "Getting Along" coorganisé par David Estes    | island6 Arts Center | Shanghai, Chine  |
| 2006  | "Forward/Backward and Reloading"              | island6 Arts Center | Shanghai, Chine  |

## Principales expositions (en tant que directeur artistique)
| Année | Titre                               | Lieu                | Pays            |
| ----- | ----------------------------------- | ------------------- | --------------- |
| 2009  | "The Artist Died Yesterday"         | island6 Arts Center | Shanghai, Chine |
| 2008  | "Automata"                          | island6 Arts Center | Shanghai, Chine |
| 2008  | "Urban Lust"                        | island6 Arts Center | Shanghai, Chine |
| 2008  | "Made in China"                     | island6 Arts Center | Shanghai, Chine |
| 2007  | "Stop/over Cities"                  | island6 Arts Center | Shanghai, Chine |
| 2006  | "Invisible Layers, Electric Cities” | island6 Arts Center | Shanghai, Chine |